# Amt Bruchhausen
Das Amt Bruchhausen war ein historisches Verwaltungsgebiet der Grafschaft Hoya und des Fürstentums Lüneburg, später des Königreichs Hannover bzw. der preußischen Provinz Hannover. Sitz der Amtsverwaltung war das Schloss Altbruchhausen.

## Geschichte
Das Amt Bruchhausen geht auf den Machtbereich des im 12. Jahrhundert erstmals erwähnten gleichnamigen Grafengeschlechts zurück, dessen Besitz um 1259 auf die beiden Linien Altbruchhausen (Ludolf  II.) und Neubruchhausen (Heinrich V.) aufgeteilt wurde. Durch Kauf kamen beide Teile 1326 bzw. 1384 an die Grafen von Hoya, unter deren Herrschaft die Ämter Alt- und Neubruchhausen gebildet wurden. Mit dem Erlöschen des Hoyaer Grafenhauses 1582 fielen sie an die Celler Linie des Welfenhauses. Das Amt Neubruchhausen wurde 1609 an Eberhard von Bothmer verpfändet. Das Amtshaus in Neubruchhausen wurde 1749 abgebrochen und die Verwaltung wohl zunächst in die noch vorhandenen Gebäude der Burg verlegt. 1758 wurden die beiden Ämter unter gemeinsame Verwaltung genommen (mit Sitz in Altbruchhausen). Der Amtshof und die zugehörigen Ländereien in Neubruchhausen wurden verpachtet. Auf dem Gelände des ehemaligen Vorwerks der Burg auf dem Wallgarten in Neubruchhausen wurde die Alte Oberförsterei errichtet.
1813 wurden die Ämter Alt- und Neubruchhausen als Amt Bruchhausen endgültig vereinigt. Der Umfang veränderte sich 1852 durch die Abtretung des Fleckens Neubruchhausen an das Amt Freudenberg und des bisher zum Amt Bruchhausen gehörigen Teils des Dorfes Staffhorst an das Amt Nienburg. Dafür kamen die Bauerschaft Wöpse vom Amt Hoya und das Dorf Retzen vom Amt Syke zu Bruchhausen. 1859 wurden sieben weitere Gemeinden des aufgehobenen Amts Schwarme sowie das Kirchspiel Martfeld mit fünf Gemeinden eingegliedert. Bei einer weiteren Grenzbereinigung wurden 1864 die ehemals zum Amt Schwarme gehörigen Gemeinden bis auf Schwarme selbst wieder ausgegliedert. Ab 1867 bildeten die Ämter Hoya, Syke und Bruchhausen den (Steuer-)Kreis Hoya. Im Zuge der Einführung der Kreisverfassung ging das Amt Bruchhausen überwiegend im Kreis Hoya auf. Fünf Landgemeinden kamen zum Kreis Sulingen, eine Gemeinde zum Kreis Syke.

## Gemeinden
Bei seiner Aufhebung (1885) umfasste das Amt folgende Gemeinden:
| - Affinghausen - Bensen - Berxen - Bruchhausen - Engeln - Freidorf - Heiligenberg | - Hohenmoor - Homfeld - Hustedt - Kleinenborstel - Loge - Mallinghausen - Martfeld | - Menninghausen - Ochtmannien - Oerdinghausen - Scholen - Schwarme - Sudwalde - Süstedt | - Tuschendorf - Uenzen - Uepsen - Vilsen - Weseloh - Wöpse |

- Karte mit allen verlinkten Seiten:
- OSM |
- WikiMap

## Drosten und Amtmänner

### Neubruchhausen
- 1571-: Jobst v. Hassbergen, Drost
- Hartwig von Badendorf († 1608), Drost
- 1609–1640: Eberhard von Bothmer, Drost
- Harmen von Ompteda, Drost
- 1709–1724: Conrad Scheele, Amtmann (vorher Amtsschreiber in Hoya)
- 1739–1755: Friedrich August Heldberg
- 1755–1758: Niemann
- (1749) 1758–: Just Ludwig von Fabrice (1713–1771)

### Bruchhausen
- (1815–1818): Just Matthias Heinrich Brauns, Amtmann (Bruder: Gottlieb J.A. Brauns)
- 1818–1842: Tobias Salomon Merkel, Amtmann
- 1842–1852: Ludwig Victor Stegemann, Amtmann
- 1853–1857: Adolph Carl Heinrich Hauß, Amtmann
- 1857–1858: vom Amt Schwarme aus verwaltet
- 1859–1868: Heinrich Holtzermann, Amtmann
- 1868–1884: Leopold Meyer, Amtmann (1885–1895 Landrat des Kreises Hoya).